# 北港義民廟
23°34′04″N 120°18′10″E / 23.567793°N 120.302774°E
北港義民廟，是位於臺灣雲林縣北港鎮義民里的義民廟，祭祀因林爽文事件與戴潮春事件身亡的民眾，列縣定古蹟。

## 歷史

### 建廟由來

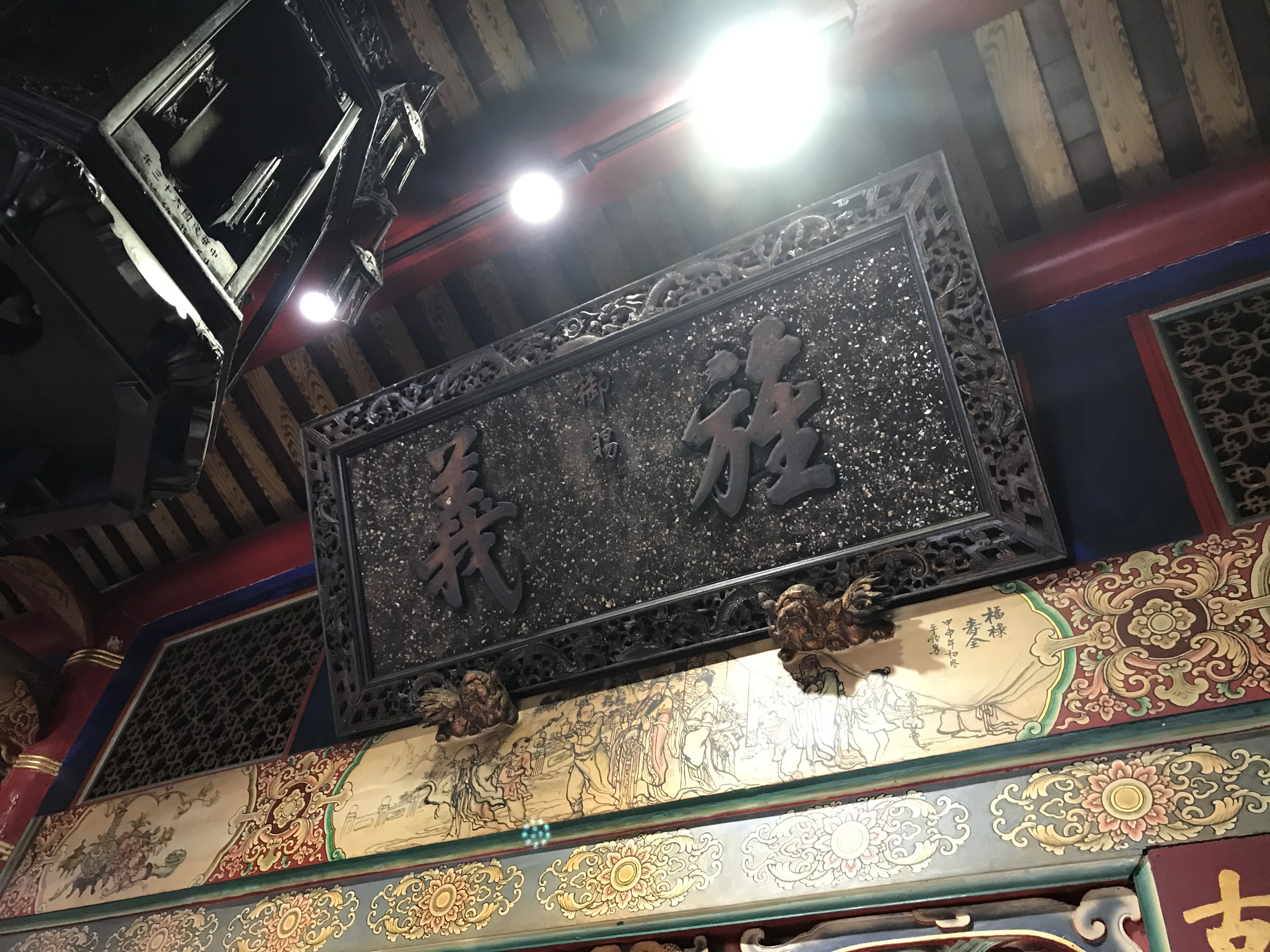
「旌義」匾

乾隆五十二年（1787年），林爽文軍隊攻陷笨南港，鄰近的笨港居民遂召募壯丁結成義民團日夜守禦。該年五月卅日，義民團以為勝利作慶祝之時，被林爽文軍夜襲，相傳死者有一百零八人、一隻狗。
乾隆皇於乾隆五十三年（1788年）五月御賜「旌義」褒揚笨港義民後，該年六月，笨港居民協請北港朝天宮修誠法師將義民遺骸拾藏瓦棺合葬。遺骸分為三座大墓，在中央的墓前建一祠亭稱「旌義亭」，摹刻「旌義」匾額懸掛於亭上。
同治二年（1863年）十一月，增祀戴潮春事件時，抵抗漳州人嚴辦而犧牲的蔡水、蔡升等卅六人，骨骸合葬於大墓。該年，監生黃玉綜捐款重修，「旌義亭」易名「義民廟」。

### 整修維護
今廟貌為1929年時，曾席珍、蔡川、王雙等倡起重修。1932年改建。廟今址為義民里旌義街20號，離北港朝天宮只二街之隔。
1989年，國泰人壽在廟後興建高樓，導致廟內、義塚出現裂縫。加上附近興建大樓抽取地下水，廟址地盤下陷。廟身有向後傾斜，三川殿與後殿相接龜裂。1996年7月16日，主委曾老定主持的信徒大會上，縣府禮俗文獻課長籃安宣布，行政院已將此廟列入台閩地區古蹟修護五年計畫，民政廳將按分擔比率原則先補助一千萬元作整建。2001年1月11日，國泰人壽北港展業處決定每月第二個星期三為北港義民廟清潔日，主動清理周遭環境。
九二一地震後受損嚴重，2002年5月9日，縣府文化局長陳瑞德、建築師曾文吉來此會勘。原先政府編列三千多萬元作整修，因故拖延致導致取消，地方再爭取後，中央再補助八百卅餘萬元對該廟進行整修，2003年10月開工。該月16日，負責承包整修工程的力園工程顧問與包商長太營造公司代表在廟內會議室召開整修內容說明會。整修時，廠商發現九成以上的梁柱均已被白蟻蛀蝕嚴重，但工程合約規定梁柱只修不換，梁木結構無法完成下，導致包括屋頂及所有周邊工程停擺。2004年4月5日，文化局副局長陳福訓會同邱上嘉、張嘉祥等多位學者前往實勘整修後，同意以工程招標剩餘款協助解決廠商添購梁木問題。2005年7月5日，慶祝修復完工，代理縣長李進勇代表總統陳水扁致贈「忠烈垂範」匾。
2020年2月21日，廟方常務委員吳國興表示文化部已補助經費，以鑑定廟內文物。

## 祭祀
附近居民會於農曆五月卅日來廟舉行大拜拜，若無卅日時改在廿九日。蘇治芬就是在廟旁出生，且出生當日就是義民公誕辰。

## 義犬

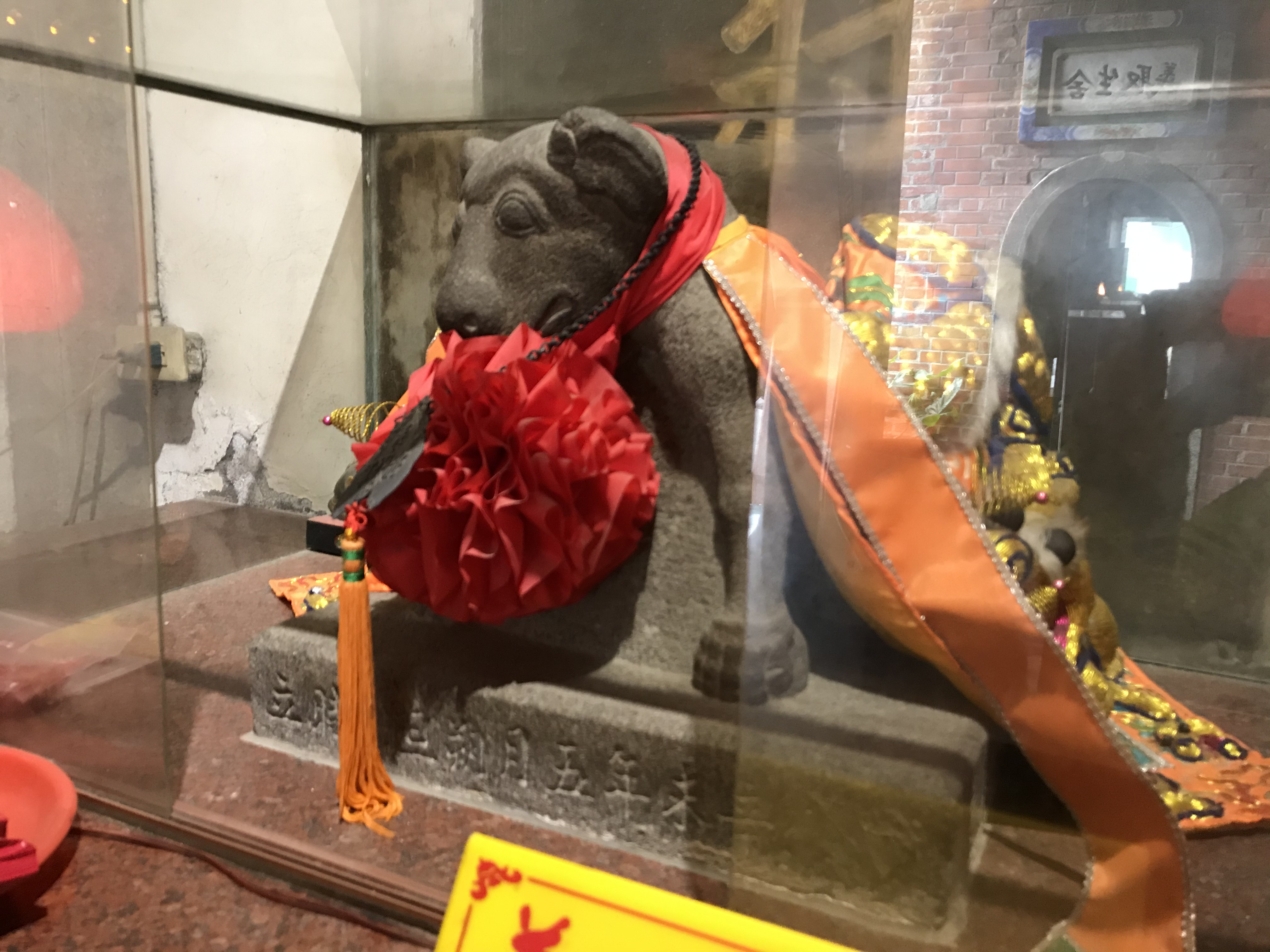
義犬將軍像

後殿右祀義犬將軍。狗神位題聯「吠賊捐生列同義士，入祠配享號錫將軍」。里長吳國興說，義犬將軍能守護孩童，常有父母帶子女來收驚。
廟後一塊約八十坪地，從昭和年間被蔡姓居民占據多年未取回。該屋主後代雖已舉家遷居台北，但一度堅持不拆，直到2007年9月15日主動拆除。地方盛傳是狗將軍顯靈，讓該蔡姓人士每晚都聽到狗吠聲，才主動還地。
在臺灣同樣因林爽文事件而祭祀犬的義民廟有忠義十九公廟。

## 外部連結
- 北港義民廟的Facebook專頁